# Cantone di Couserans-Ouest
Il Cantone di Couserans-Ouest è una divisione amministrativa dell'arrondissement di Saint-Girons.
È stato costituito a seguito della riforma approvata con decreto del 18 febbraio 2014, che ha avuto attuazione dopo le elezioni dipartimentali del 2015.

## Composizione
Comprende i 30 comuni di:
- Antras
- Argein
- Arrien-en-Bethmale
- Arrout
- Aucazein
- Audressein
- Augirein
- Balacet
- Balaguères
- Bethmale
- Bonac-Irazein
- Les Bordes-sur-Lez
- Buzan
- Castillon-en-Couserans
- Cescau
- Engomer
- Eycheil
- Galey
- Illartein
- Montégut-en-Couserans
- Moulis
- Orgibet
- Saint-Girons
- Saint-Jean-du-Castillonnais
- Saint-Lary
- Salsein
- Sentein
- Sor
- Uchentein
- Villeneuve